# Glogovac (Republika Serbska)
Glogovac (cyr. Глоговац) – wieś w Bośni i Hercegowinie, w Republice Serbskiej, w mieście Bijeljina. W 2013 roku liczyła 402 mieszkańców.